# Illigiella brevisquamosa
Illigiella brevisquamosa är en kräftdjursart som först beskrevs av Illig 1906.  Illigiella brevisquamosa ingår i släktet Illigiella och familjen Mysidae. Inga underarter finns listade i Catalogue of Life.